# Uefa Women's Champions League

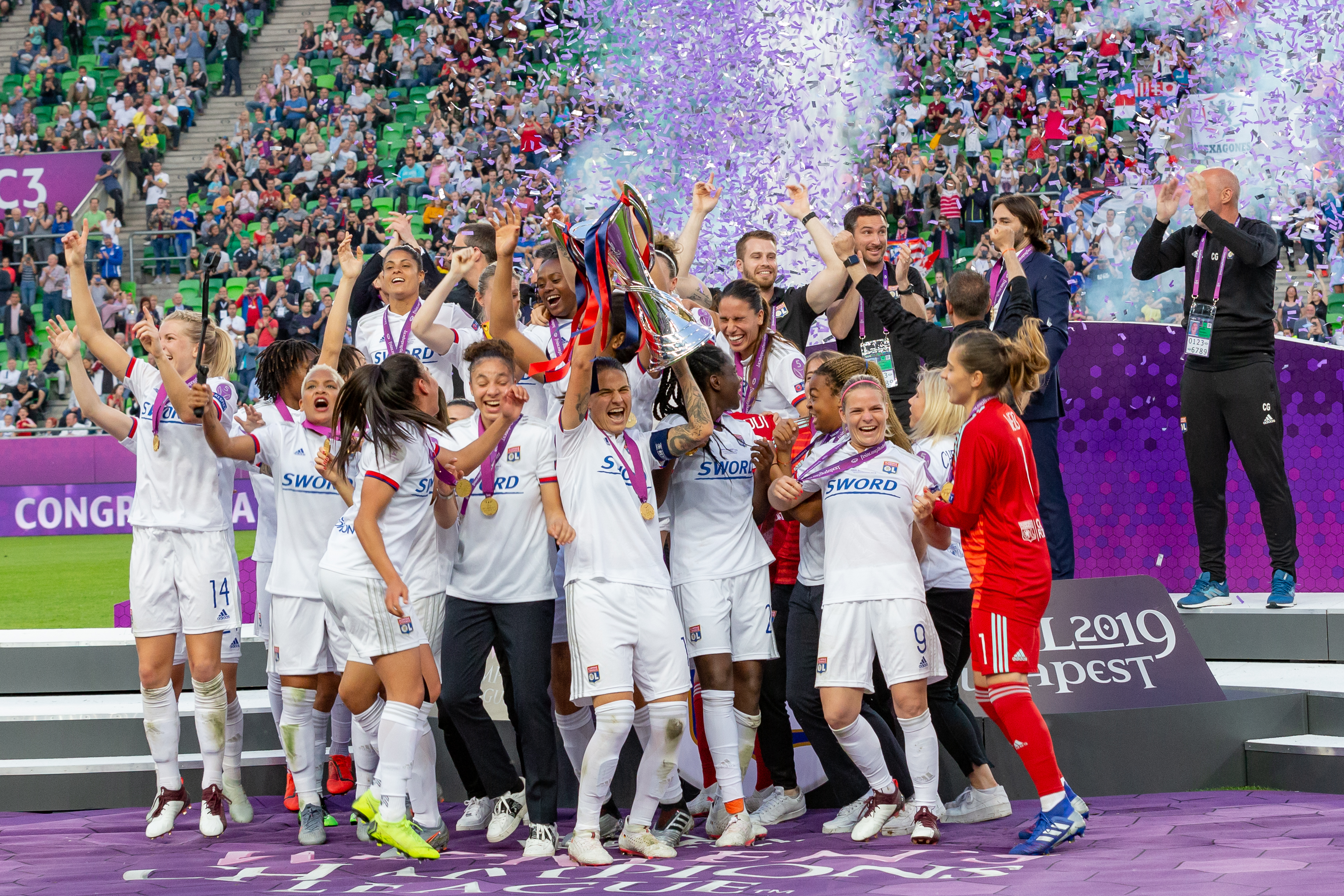
Spelare och ledare i Lyon firar segern i Uefa Women's Champions League-finalen 2019 på Groupama Arena.

Uefa Women's Champions League, tidigare kallad Uefa Women's Cup, är en fotbollsturnering för klubblag i Europa för damer. Turneringen, som arrangeras av Uefa varje säsong, spelades första gången säsongen 2001/02. Från och med säsongen 2009/10 ändrades namnet från Uefa Women's Cup till Uefa Women's Champions League.
Formatet, som har modifierats genom åren, består av gruppspel och slutspel. Före gruppspelet är det flera kvalomgångar. Gruppspel förekom redan från och med debutsäsongen, men då i form av en miniturnering med enkelmöten. Gruppspel med dubbelmöten hemma/borta som i herrturneringen infördes säsongen 2021/22. I slutspelet möts klubbarna hemma och borta medan finalen avgörs i en enda match på neutral plan.
Från att ursprungligen ha varit en turnering enbart för mästarklubbar deltar sedan säsongen 2009/10 även flera andra-, och senare tredjeplacerade, klubbar från de högst rankade länderna; allt enligt ländernas Uefa-koefficient, som baseras på föregående fem säsongers resultat i turneringen.
Vinnaren av turneringen är garanterad en plats i nästföljande säsongs gruppspel i Women's Champions League.
Tyska klubbar har varit de mest framgångsrika genom åren med nio finalvinster och åtta finalförluster i Uefa Women's Cup och Uefa Women's Champions League till och med 2023. Franska klubbar har varit näst bäst med åtta finalvinster och fyra finalförluster. Lyon har varit den mest framgångsrika klubben med åtta finalvinster och två finalförluster. Vid två tillfällen, säsongen 2002/03 och säsongen 2003/04, har en svensk klubb vunnit turneringen och det var i båda fallen Umeå IK. Umeå IK har dessutom varit i final ytterligare tre gånger, medan Djurgården/Älvsjö och Tyresö varit i varsin final.

## Historia

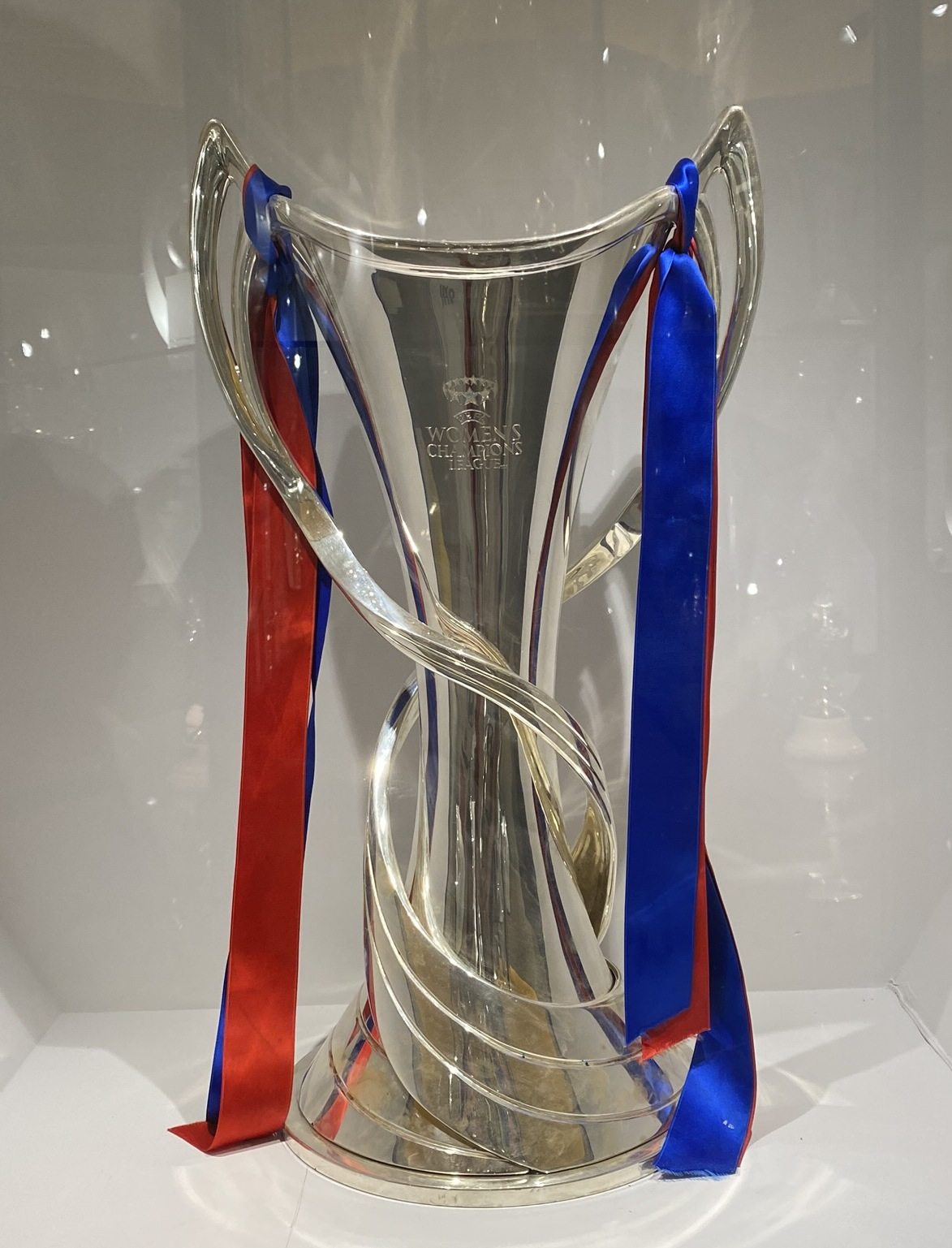
Uefa Women's Champions Leagues pokal.

Uefa beslutade vid ett möte den 23 maj 2000 i Paris att lansera Uefa Women's Cup, en klubblagsturnering för damer, till säsongen 2001/02. I den första turneringen deltog 33 klubbar och den första mästaren var Frankfurt, som slog Umeå IK i finalen hemma på Waldstadion.
Under nästföljande säsong, då 35 klubbar deltog, ändrades finalen till att vara ett dubbelmöte hemma/borta, ett format som behölls till och med säsongen 2008/09. Till turneringens tredje säsong hade antalet klubbar ökat till 40 och säsongen efter det till 43.
Säsongen 2006/07 kom mästarklubben för första gången inte från Tyskland eller Sverige, då Arsenal från England tog hem titeln. Under säsongen 2007/08 deltog 45 klubbar.
I december 2008 beslutade Uefa att turneringen skulle byta namn till Uefa Women's Champions League till säsongen 2009/10. Det var inte bara namnet som ändrades. Andra nyheter var att även vissa ligatvåor fick tillträde till turneringen, att slutspelet utökades och att finalen skulle spelas i en enda match på neutral plan, närmare bestämt i samma stad som finalen i herrturneringen två dagar före den finalen.
Till den första säsongen med det nya namnet hade deltagarantalet stigit till 53 klubbar. Finalen spelades inte, som först var avsett, i samma stad som herrarnas final (Madrid) utan i en närliggande stad (Getafe). Nästföljande säsong blev Lyon den första franska klubben att vinna turneringen.
Från och med säsongen 2015/16 till och med säsongen 2019/20 vann Lyon turneringen hela fem gånger i rad. Barcelona blev säsongen 2018/19 den första spanska klubben att nå finalen, som från och med den säsongen spelades i en egen stad och inte i eller i anslutning till staden där herrarnas final spelades. Säsongen 2019/20 avbröts på grund av covid-19-pandemin och färdigspelades först i augusti, då kvartsfinaler, semifinaler och final spelades som enkelmöten i Bilbao och San Sebastián i Baskien inför tomma läktare.
Det var Barcelona som till sist satte stopp för Lyons segersvit säsongen 2020/21. Även denna säsong påverkades av covid-19-pandemin och de flesta matcherna, inklusive finalen på Gamla Ullevi i Göteborg, spelades inför tomma läktare.
Turneringen genomgick en stor reform till säsongen 2021/22, då även vissa ligatreor fick tillträde till turneringen och ett gruppspel med 16 klubbar infördes. Säsongen innebar även större prispengar och utökade TV-sändningar.

## Format
Normalt sett är det totalt drygt 70 klubbar som deltar i turneringen (siffran varierar något beroende på hur många länder som anmäler klubbar till turneringen). Turneringen består av tre delar – kvalspel, gruppspel och slutspel.

### Kvalspel
Turneringen inleds med ett kvalspel till gruppspelet. Kvalspelet består av två delar – en för ligamästare (champions path) och en för övriga klubbar (league path). I kvalspelet deltar normalt sett totalt knappt 70 klubbar (siffran varierar något beroende på hur många länder som anmäler klubbar till turneringen) som slåss om tolv platser i gruppspelet, varav sju via champions path och fem via league path.
Vilka länders klubbar som deltar i kvalspelet och när klubbarna går in i kvalspelet avgörs av ländernas Uefa-koefficient, som tar hänsyn till ländernas klubbars prestationer i Uefas turneringar de föregående fem säsongerna.
Den inledande kvalomgången spelas endast om mer än 50 länder anmäler klubbar till turneringen. Omgången består av dubbelmöten hemma/borta där den klubb som sammanlagt gör flest mål går vidare till nästa omgång. Om båda klubbarna sammanlagt gör lika många mål (bortamålsregeln tillämpas inte) blir det förlängning efter den andra matchen. Om inga mål görs i förlängningen eller om båda klubbarna gör lika många mål blir det till slut ett avgörande via straffsparksläggning.
Den första kvalomgången spelas i form av miniturneringar med semifinaler följt av en final och en match om tredje plats, i alla omgångarna genom enkelmöten. Vid oavgjort resultat vid full tid vidtar förlängning och, vid behov, straffsparksläggning. Om det bara är tre klubbar i miniturneringen står den klubb som har högst klubblagskoefficient över semifinalomgången. En av klubbarna i varje miniturnering står värd för turneringen. Bara klubben som vinner finalen i varje miniturnering går vidare till nästa omgång.
Den andra kvalomgången spelas på samma sätt som den inledande kvalomgången, alltså genom dubbelmöten hemma/borta. Två klubbar från samma land får inte mötas.
Kvalspelet består av två eller tre omgångar enligt följande grundschema:
- Inledande kvalomgången (0, 2 eller 4 klubbar) (spelas endast om mer än 50 länder anmäler klubbar till turneringen)
  - Ligamästarna från länder rankade 50–51 eller 49–52 (0, 2 eller 4 klubbar)
- Första kvalomgången (60 klubbar varav 58–60 nytillkomna)
  - Champions path (44 klubbar varav 42–44 nytillkomna)
    - Vinnarna i inledande kvalomgången (0–2 klubbar)
    - Ligamästarna från länder rankade 7–48/49/50 (42–44 klubbar)

  - League path (16 klubbar varav 16 nytillkomna)
    - Ligatvåorna från länder rankade 7–16 (10 klubbar)
    - Ligatreorna från länder rankade 1–6 (6 klubbar)
- Andra kvalomgången (24 klubbar varav 9 nytillkomna)
  - Champions path (14 klubbar varav 3 nytillkomna)
    - Vinnarna i första kvalomgången (11 klubbar)
    - Ligamästarna från länder rankade 4–6 (3 klubbar)

  - League path (10 klubbar varav 6 nytillkomna)
    - Vinnarna i första kvalomgången (4 klubbar)
    - Ligatvåorna från länder rankade 1–6 (6 klubbar)

Om man i stället ser kvalspelet ur de deltagande ländernas synvinkel ser grundschemat ut så här:
- Länder rankade 1–3
  - Ligatvåorna går in i andra kvalomgången
  - Ligatreorna går in i första kvalomgången
- Länder rankade 4–6
  - Ligamästarna och ligatvåorna går in i andra kvalomgången
  - Ligatreorna går in i första kvalomgången
- Länder rankade 7–16
  - Ligamästarna och ligatvåorna går in i första kvalomgången
- Länder rankade 17–48/49/50
  - Ligamästarna går in i första kvalomgången
- Länder rankade 50–51 eller 49–52
  - Ligamästarna går in i inledande kvalomgången

### Gruppspel
I gruppspelet deltar 16 klubbar som kvalificerat sig på följande sätt:
- Från kvalspelet (12 klubbar)
  - Vinnarna i kvalspelets champions path (7 klubbar)
  - Vinnarna i kvalspelets league path (5 klubbar)
- Direktkvalificerade (4 klubbar)
  - Ligamästarna från länder rankade 1–3 (3 klubbar)
  - Regerande mästarna av Women's Champions League (1 klubb)

De 16 klubbarna lottas in i fyra grupper med vardera fyra klubbar. Lottningen sker efter att klubbarna delats in i fyra potter, där första potten består av de regerande mästarna av Women's Champions League och ligamästarna från länder rankade 1–3 och där de resterande klubbarna fördelas på de övriga tre potterna baserat på respektive klubbs klubblagskoefficient. Till varje grupp lottas en klubb från varje pott. Två klubbar från samma land får inte hamna i samma grupp. Inom varje grupp möter klubbarna varje annan klubb två gånger, en gång hemma och en gång borta. Varje klubb spelar därmed sex matcher. Vinst ger tre poäng, oavgjort ger en poäng och förlust ger noll poäng.
Om två eller fler klubbar hamnar på samma poäng efter det att gruppspelet är färdigspelat rankas de efter följande kriterier:
1. Flest poäng i inbördes möten
2. Bäst målskillnad i inbördes möten
3. Flest gjorda mål i inbördes möten
4. Om det fortfarande finns klubbar som är lika tillämpas ovan kriterier igen, men nu enbart på de klubbar som fortfarande är lika, och om de kvarvarande klubbarna även efter det är lika tillämpas kriterierna nedan på de kvarvarande klubbarna
5. Bäst målskillnad i alla gruppspelsmatcher
6. Flest gjorda mål i alla gruppspelsmatcher
7. Flest gjorda mål på bortaplan i alla gruppspelsmatcher
8. Flest vinster i alla gruppspelsmatcher
9. Flest vinster på bortaplan i alla gruppspelsmatcher
10. Lägst fair play-poäng i alla gruppspelsmatcher (rött kort ger tre poäng, gult kort ger en poäng, två gula kort i samma match ger tre poäng)
11. Högst klubblagskoefficient

De fyra gruppvinnarna och de fyra grupptvåorna går vidare till kvartsfinal. Övriga klubbar är utslagna.

### Slutspel
Efter gruppspelet vidtar slutspelet, där turneringens mästare utses. Varje möte i slutspelet fram till finalen avgörs på samma sätt som i den inledande och andra kvalomgången, alltså i ett dubbelmöte hemma/borta där den klubb som sammanlagt gör flest mål går vidare till nästa omgång och där det vid lika ställning efter två matcher följer förlängning och, vid behov, straffsparksläggning.
Slutspelet består av följande omgångar:
- Kvartsfinaler (8 klubbar)
  - Gruppvinnarna i gruppspelet (4 klubbar)
  - Grupptvåorna i gruppspelet (4 klubbar)

Kvartsfinalerna lottas så att gruppvinnarna får möta en grupptvåa från en annan grupp. Gruppvinnarna spelar returmatchen hemma.
- Semifinaler (4 klubbar)
  - Vinnarna i kvartsfinalerna (4 klubbar)

Semifinalerna lottas utan några särskilda regler.
- Final (2 klubbar)
  - Vinnarna i semifinalerna (2 klubbar)

Finalen spelas i en enda match på en i förväg bestämd neutral arena. Om resultatet är oavgjort vid full tid vidtar förlängning och, vid behov, straffsparksläggning.
Klubben som vinner Uefa Women's Champions League är garanterad en plats i nästföljande säsongs gruppspel i turneringen.

## Finalresultat

### Uefa Women's Cup-finaler

#### 2001/02
Under säsongen 2001/02 avgjordes finalen i en enda match på ena finalklubbens hemmaarena.
| Säsong  | Vinnare   | Resultat | Förlorare | Arena                          | Anmärkning                                                            |
| ------- | --------- | -------- | --------- | ------------------------------ | --------------------------------------------------------------------- |
| 2001/02 | Frankfurt | 2–0      | Umeå IK   | Waldstadion, Frankfurt am Main | Första finalen med en tysk klubb. Första finalen med en svensk klubb. |

#### 2002/03–2008/09
Från och med säsongen 2002/03 fram till och med säsongen 2008/09 avgjordes finalen i bäst av två matcher där klubbarna möttes hemma och borta. I tabellen nedan markeras de sammanlagda vinnarna med fet stil.
| Säsong  | Hemmalag          | Resultat | Bortalag          | Arena                                         | Anmärkning                                                                              |
| ------- | ----------------- | -------- | ----------------- | --------------------------------------------- | --------------------------------------------------------------------------------------- |
| 2002/03 | Umeå IK           | 4–1      | Fortuna Hjørring  | Gammliavallen, Umeå                           | Första finalen med en dansk klubb.                                                      |
| 2002/03 | Fortuna Hjørring  | 0–3      | Umeå IK           | Hjørring Stadion, Hjørring                    | Första finalen med en dansk klubb.                                                      |
| 2003/04 | Umeå IK           | 3–0      | Frankfurt         | Råsunda fotbollsstadion, Solna                | Umeå IK blev första klubb att vinna två gånger och första klubb att vinna två år i rad. |
| 2003/04 | Frankfurt         | 0–5      | Umeå IK           | Stadion am Bornheimer Hang, Frankfurt am Main | Umeå IK blev första klubb att vinna två gånger och första klubb att vinna två år i rad. |
| 2004/05 | Djurgården/Älvsjö | 0–2      | Turbine Potsdam   | Stockholms stadion, Stockholm                 |                                                                                         |
| 2004/05 | Turbine Potsdam   | 3–1      | Djurgården/Älvsjö | Karl-Liebknecht-Stadion, Potsdam              |                                                                                         |
| 2005/06 | Turbine Potsdam   | 0–4      | Frankfurt         | Karl-Liebknecht-Stadion, Potsdam              | Första finalen mellan två klubbar från samma land.                                      |
| 2005/06 | Frankfurt         | 3–2      | Turbine Potsdam   | Stadion am Bornheimer Hang, Frankfurt am Main | Första finalen mellan två klubbar från samma land.                                      |
| 2006/07 | Umeå IK           | 0–1      | Arsenal           | Gammliavallen, Umeå                           | Första finalen med en engelsk klubb.                                                    |
| 2006/07 | Arsenal           | 0–0      | Umeå IK           | Meadow Park, Borehamwood                      | Första finalen med en engelsk klubb.                                                    |
| 2007/08 | Umeå IK           | 1–1      | Frankfurt         | Gammliavallen, Umeå                           | Frankfurt blev första klubb att vinna tre gånger.                                       |
| 2007/08 | Frankfurt         | 3–2      | Umeå IK           | Commerzbank-Arena, Frankfurt am Main          | Frankfurt blev första klubb att vinna tre gånger.                                       |
| 2008/09 | Zvezda Perm       | 0–6      | Duisburg          | Centralstadion, Kazan                         | Första finalen med en rysk klubb.                                                       |
| 2008/09 | Duisburg          | 1–1      | Zvezda Perm       | MSV-Arena, Duisburg                           | Första finalen med en rysk klubb.                                                       |

### Uefa Women's Champions League-finaler
Från och med säsongen 2009/10 avgörs finalen i en enda match på en i förväg bestämd neutral arena.
| Säsong  | Vinnare         | Resultat   | Förlorare           | Arena                                              | Anmärkning |
| ------- | --------------- | ---------- | ------------------- | -------------------------------------------------- | --- |
| 2009/10 | Turbine Potsdam | 0–0 (e.f.) | Lyon                | Coliseum Alfonso Perez, Getafe                     | Första finalen med en fransk klubb. Första finalen att gå till förlängning och straffsparksläggning. Turbine Potsdam vann med 7–6 i straffsparksläggningen. |
| 2010/11 | Lyon            | 2–0        | Turbine Potsdam     | Craven Cottage, London                             | Första gången samma två klubbar möttes två år i rad. |
| 2011/12 | Lyon            | 2–0        | Frankfurt           | Olympiastadion, München                            | |
| 2012/13 | Wolfsburg       | 1–0        | Lyon                | Stamford Bridge, London                            | Fjärde finalen i rad mellan en tysk och en fransk klubb. |
| 2013/14 | Wolfsburg       | 4–3        | Tyresö              | Estádio do Restelo, Lissabon                       | |
| 2014/15 | Frankfurt       | 2–1        | Paris Saint-Germain | Friedrich-Ludwig-Jahn-Sportpark, Berlin            | Frankfurt blev första klubb att vinna fyra gånger. |
| 2015/16 | Lyon            | 1–1 (e.f.) | Wolfsburg           | Mapei Stadium – Città del Tricolore, Reggio Emilia | Lyon vann med 4–3 i straffsparksläggningen. |
| 2016/17 | Lyon            | 0–0 (e.f.) | Paris Saint-Germain | Cardiff City Stadium, Cardiff                      | Första finalen mellan två franska klubbar. Första finalen utan tyskt eller svenskt deltagande. Lyon vann med 7–6 i straffsparksläggningen.                  |
| 2017/18 | Lyon            | 4–1 (e.f.) | Wolfsburg           | Dynamostadion, Kiev                                | Lyon blev första klubb att vinna fem gånger och första klubb att vinna tre år i rad.                                                                        |
| 2018/19 | Lyon            | 4–1        | Barcelona           | Groupama Arena, Budapest                           | Första finalen med en spansk klubb. Lyon blev första klubb att vinna sex gånger och första klubb att vinna fyra år i rad.                                   |
| 2019/20 | Lyon            | 3–1        | Wolfsburg           | Estadio Anoeta, San Sebastián                      | Lyon blev första klubb att vinna sju gånger och första klubb att vinna fem år i rad. Finalen spelades inför tomma läktare på grund av covid-19-pandemin.    |
| 2020/21 | Barcelona       | 4–0        | Chelsea             | Gamla Ullevi, Göteborg                             | Barcelona blev första klubb att vinna både herrarnas och damernas Champions League. Finalen spelades inför tomma läktare på grund av covid-19-pandemin.     |
| 2021/22 | Lyon            | 3–1        | Barcelona           | Juventus Stadium, Turin                            | Lyon blev första klubb att vinna åtta gånger. |
| 2022/23 | Barcelona       | 3–2        | Wolfsburg           | Philips Stadion, Eindhoven                         | |
| 2023/24 | Barcelona       | 2–0        | Lyon                | Estadio San Mamés, Bilbao                          | |
| 2024/25 | Arsenal         | 1–0        | Barcelona           | Estádio José Alvalade, Lissabon                    | |

## Finaler per klubb
Nedanstående tabell presenterar det sammanlagda antalet finalvinster och -förluster per klubb av Uefa Women's Cup och Uefa Women's Champions League.
| Nr | Klubb               | Vinster | Förluster | Vinstår                                        | Förlustår              |
| -- | ------------------- | ------- | --------- | ---------------------------------------------- | ---------------------- |
| 1  | Lyon                | 8       | 2         | 2011, 2012, 2016, 2017, 2018, 2019, 2020, 2022 | 2010, 2013, 2024       |
| 2  | Eintracht Frankfurt | 4       | 2         | 2002, 2006, 2008, 2015                         | 2004, 2012             |
| 3  | Barcelona           | 3       | 3         | 2021, 2023, 2024                               | 2019, 2022, 2025       |
| 4  | Wolfsburg           | 2       | 4         | 2013, 2014                                     | 2016, 2018, 2020, 2023 |
| 5  | Umeå IK             | 2       | 3         | 2003, 2004                                     | 2002, 2007, 2008       |
| 6  | Turbine Potsdam     | 2       | 2         | 2005, 2010                                     | 2006, 2011             |
| 7  | Arsenal             | 2       | 0         | 2007, 2025                                     | -                      |
| 8  | Duisburg            | 1       | 0         | 2009                                           | -                      |
| 9  | Paris Saint-Germain | 0       | 2         | -                                              | 2015, 2017             |
| 10 | Fortuna Hjørring    | 0       | 1         | -                                              | 2003                   |
| 10 | Djurgården/Älvsjö   | 0       | 1         | -                                              | 2005                   |
| 10 | Zvezda Perm         | 0       | 1         | -                                              | 2009                   |
| 10 | Tyresö              | 0       | 1         | -                                              | 2014                   |
| 10 | Chelsea             | 0       | 1         | -                                              | 2021                   |

## Finaler per land
Nedanstående tabell presenterar det sammanlagda antalet finalvinster och -förluster per land av Uefa Women's Cup och Uefa Women's Champions League.
| Nr | Land      | Vinster | Förluster | Vinstår                                              | Förlustår                                      |
| -- | --------- | ------- | --------- | ---------------------------------------------------- | ---------------------------------------------- |
| 1  | Tyskland  | 9       | 8         | 2002, 2005, 2006, 2008, 2009, 2010, 2013, 2014, 2015 | 2004, 2006, 2011, 2012, 2016, 2018, 2020, 2023 |
| 2  | Frankrike | 8       | 5         | 2011, 2012, 2016, 2017, 2018, 2019, 2020, 2022       | 2010, 2013, 2015, 2017, 2024                   |
| 3  | Spanien   | 3       | 3         | 2021, 2023, 2024                                     | 2019, 2022, 2025                               |
| 4  | Sverige   | 2       | 5         | 2003, 2004                                           | 2002, 2005, 2007, 2008, 2014                   |
| 5  | England   | 2       | 1         | 2007, 2025                                           | 2021                                           |
| 6  | Danmark   | 0       | 1         | -                                                    | 2003                                           |
| 6  | Ryssland  | 0       | 1         | -                                                    | 2009                                           |

## Maratontabell
Nedanstående tabell presenterar de tio främsta klubbarna i Uefa Women's Cups och Uefa Women's Champions Leagues historia (inklusive kvalomgångar). Vinst ger två poäng. Klubbar som spelar i Uefa Women's Champions League säsongen 2023/24 markeras med fet stil.
| Nr | Klubb               | S   | V   | O  | F  | GM  | IM  | MS   | P   |
| -- | ------------------- | --- | --- | -- | -- | --- | --- | ---- | --- |
| 1  | Lyon                | 131 | 101 | 17 | 13 | 452 | 66  | +386 | 219 |
| 2  | Wolfsburg           | 91  | 63  | 16 | 12 | 273 | 85  | +188 | 142 |
| 3  | Arsenal             | 107 | 61  | 16 | 30 | 295 | 128 | +167 | 138 |
| 4  | Eintracht Frankfurt | 78  | 54  | 10 | 14 | 233 | 66  | +167 | 118 |
| 5  | Barcelona           | 77  | 53  | 7  | 17 | 188 | 65  | +123 | 113 |
| 6  | Umeå IK             | 66  | 44  | 13 | 9  | 199 | 51  | +148 | 101 |
| 7  | Paris Saint-Germain | 71  | 43  | 11 | 17 | 156 | 59  | +97  | 97  |
| 8  | Turbine Potsdam     | 61  | 43  | 7  | 11 | 236 | 60  | +176 | 93  |
| 9  | Brøndby IF          | 84  | 36  | 16 | 32 | 141 | 118 | +23  | 88  |
| 10 | Bayern München      | 56  | 37  | 7  | 12 | 156 | 47  | +109 | 81  |

## Flest matcher
Nedanstående tabell presenterar de tio främsta spelarna när det gäller antalet matcher i Uefa Women's Cups och Uefa Women's Champions Leagues historia (inklusive kvalomgångar). Aktiva spelare markeras med fet stil.

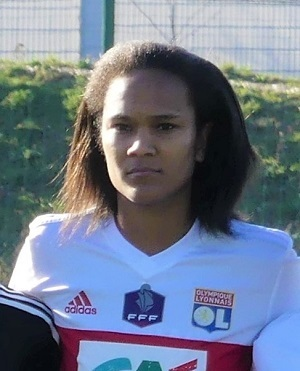
Wendie Renard har spelat flest matcher i cupens historia.

| Nr | Spelare           | Matcher | År        | Klubb(ar)                                                                                      |
| -- | ----------------- | ------- | --------- | ---------------------------------------------------------------------------------------------- |
| 1  | Wendie Renard     | 110     | 2007–     | Lyon (110)                                                                                     |
| 2  | Alexandra Popp    | 95      | 2008–     | Duisburg (23), Wolfsburg (72)                                                                  |
| 3  | Ramona Bachmann   | 89      | 2007–     | Umeå IK (20), LdB Malmö/Rosengård (17), Wolfsburg (10), Chelsea (14), Paris Saint-Germain (28) |
| 4  | Eugénie Le Sommer | 88      | 2010–     | Lyon (88)                                                                                      |
| 5  | Sarah Bouhaddi    | 86      | 2006–     | Juvisy (1), Lyon (76), Paris Saint-Germain (9)                                                 |
| 6  | Amandine Henry    | 83      | 2007–     | Lyon (83)                                                                                      |
| 7  | Camille Abily     | 81      | 2004–2018 | Montpellier (14), Lyon (67)                                                                    |
| 8  | Saki Kumagai      | 80      | 2011–     | Frankfurt (8), Lyon (54), Bayern München (18)                                                  |
| 9  | Emma Byrne        | 77      | 2001–2014 | Arsenal (77)                                                                                   |
| 10 | Marta Torrejón    | 76      | 2006–     | Espanyol (6), Barcelona (70)                                                                   |

## Flest mål
Nedanstående tabell presenterar de tio främsta målskyttarna i Uefa Women's Cups och Uefa Women's Champions Leagues historia (inklusive kvalomgångar). Aktiva spelare markeras med fet stil.

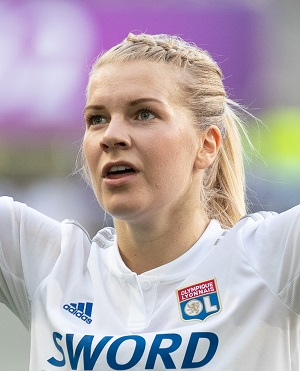
Ada Hegerberg har gjort flest mål i cupens historia.

| Nr | Spelare           | Mål | Matcher | Målsnitt | År        | Klubb(ar)                                                               |
| -- | ----------------- | --- | ------- | -------- | --------- | ----------------------------------------------------------------------- |
| 1  | Ada Hegerberg     | 59  | 61      | 0,97     | 2012–     | Stabæk (2), Turbine Potsdam (2), Lyon (55)                              |
| 2  | Anja Mittag       | 51  | 74      | 0,69     | 2004–     | Turbine Potsdam (36), LdB Malmö/Rosengård (12), Paris Saint-Germain (3) |
| 3  | Conny Pohlers     | 48  | 45      | 1,07     | 2004–2014 | Turbine Potsdam (26), Frankfurt (8), Wolfsburg (14)                     |
| 4  | Eugénie Le Sommer | 47  | 88      | 0,53     | 2010–     | Lyon (47)                                                               |
| 5  | Marta             | 46  | 56      | 0,82     | 2004–     | Umeå IK (30), Tyresö (7), Rosengård (9)                                 |
| 6  | Camille Abily     | 43  | 81      | 0,53     | 2004–2018 | Lyon (43)                                                               |
| 7  | Kim Little        | 42  | 67      | 0,63     | 2006–     | Hibernian (5), Arsenal (37)                                             |
| 7  | Lotta Schelin     | 42  | 56      | 0,75     | 2008–2017 | Lyon (41), Rosengård (1)                                                |
| 9  | Hanna Ljungberg   | 39  | 39      | 1        | 2001–2009 | Umeå IK (39)                                                            |
| 10 | Nina Burger       | 38  | 44      | 0,86     | 2005–2014 | Neulengbach (38)                                                        |
| 10 | Inka Grings       | 38  | 29      | 1,31     | 2008–2012 | Duisburg (34), Zürich (4)                                               |

## Utmärkelser

### Säsongens spelare
Nedanstående tabell presenterar de spelare som utsetts till säsongens spelare i Uefa Women's Champions Leagues historia.
| Säsong  | Spelare         | Position    | Klubb     | Källa  |
| ------- | --------------- | ----------- | --------- | ------ |
| 2021/22 | Alexia Putellas | Mittfältare | Barcelona | [ 18 ] |
| 2022/23 | Aitana Bonmatí  | Mittfältare | Barcelona | [ 19 ] |

### Säsongens unga spelare
Nedanstående tabell presenterar de spelare som utsetts till säsongens unga spelare i Uefa Women's Champions Leagues historia.
| Säsong  | Spelare       | Position    | Klubb     | Källa  |
| ------- | ------------- | ----------- | --------- | ------ |
| 2021/22 | Selma Bacha   | Försvarare  | Lyon      | [ 20 ] |
| 2022/23 | Lena Oberdorf | Mittfältare | Wolfsburg | [ 21 ] |

## Publikrekord
Publikrekordet i Uefa Women's Cup och Uefa Women's Champions League är från första semifinalen säsongen 2021/22 mellan spanska Barcelona och tyska Wolfsburg. Matchen lockade 91 648 personer till Camp Nou i Barcelona.

## Prispengar
Prispengar infördes i turneringen först 2010 och då bara till finalisterna. Året efter fick alla klubbar som gick till kvartsfinal prispengar; de klubbar som åkte ut i kvartsfinalerna fick 25 000 euro vardera, de klubbar som åkte ut i semifinalerna fick 50 000 euro vardera, den klubb som förlorade finalen fick 200 000 euro och den klubb som vann finalen fick 250 000 euro.
Turneringens prispengar har dock aldrig på långa vägar kunnat mäta sig med herrturneringens. Säsongen 2011/12 till exempel fick klubbarna i herrturneringen 425 gånger större prispengar än klubbarna i damturneringen och säsongen 2015/16 fick en klubb som gick till 16-delsfinal i damturneringen ungefär en promille av vad en klubb som kvalificerade sig för gruppspel i herrturneringen fick (i båda fallen var det 32 klubbar kvar i turneringen).
Alla klubbar som deltar i turneringen erhåller numera prispengar av Uefa. För säsongen 2023/24 ser beloppen ut på följande sätt:
- Klubbar som är värdar i första kvalomgången: 30 000 euro
- Klubbar som är gäster i första kvalomgången: 65 000 euro
- Gruppvinnarna i första kvalomgången: 15 000 euro
- Grupptvåorna i första kvalomgången: 10 000 euro
- Grupptreorna i första kvalomgången: 5 000 euro
- Gruppfyrorna i första kvalomgången (om sådana finns): 1 000 euro
- Klubbar som förlorar i andra kvalomgången: 140 000 euro
- Klubbar som vinner i andra kvalomgången: 100 000 euro
- Klubbar som når gruppspelet: 400 000 euro
- Vinst i gruppspelet: 50 000 euro
- Oavgjort i gruppspelet: 17 000 euro
- Gruppvinnarna i gruppspelet: 20 000 euro
- Klubbar som når kvartsfinalerna: 160 000 euro
- Klubbar som når semifinalerna: 180 000 euro
- Klubbar som når finalen: 200 000 euro
- Klubben som vinner finalen: 150 000 euro

Som jämförelse kan nämnas att klubbar som når gruppspelet i herrturneringen får 15 640 000 euro. I den turneringen får klubbarna dessutom prispengar som varierar beroende på klubbarnas klubblagskoefficienter och värdet av deras TV-marknader.

## TV-sändningar
Med början säsongen 2021/22 sändes alla matcher från och med gruppspelet på strömningstjänsten DAZN och på deras Youtube-kanal.